# EIS Live
EIS Live es un compilado del dueto inglés de synth pop Erasure que contiene la grabación de un show más una presentación de la banda tributo Eraser ambas para el EIS (Erasure Information Service)  y cuya venta fue limitada para miembros del mismo.

## Listado de temas
An Evening With Erasure
1. Just Can't Get Enough 4:11
2. Don't Say Your Love Is Killing Me 3:39
3. Home 4:11
4. Rain 4:12
5. In My Arms 3:43
6. Sometimes 3:35
7. Love to Hate You 4:03

EIS'04 Convention (Performance by Eraser)
- 8  Hideaway 4:01
- 9  Fingers & Thumbs (Cold Summer's Day) 4:37
- 10 A Little Respect (con Andy Bell) 3:30
- 11 Blue Savannah (con Andy Bell) 4:27

## Créditos y acotaciones
An Evening With Erasure fue grabado en Manchester Academy, el 13 de diciembre de 1997. Si bien algunas canciones de este concierto ya habían aparecido en An Evening With Erasure, acá hay otro listado, en el cual se excluyen algunas y se agregan otras.

Todas las canciones fueron escritas por Clarke/Bell, excepto Just Can't Get Enough (Clarke), canción que había escrito cuando estaba en Depeche Mode.

- Coros en An Evening With Erasure: Jordan Bailey, John Gibbons y Samantha Smith.

EIS'04 Convention fue una convención realizada el 7 de agosto de 2004 por el EIS donde se presentó Eraser la banda tributo a Erasure conformada por Stew Jeens y Andy Coley. En dos temas participó Andy Bell cantando.
- Compilado: Greg Hudson.
- Diseño de tapa: Greg Hudson.[2]